# Microthyris microthyralis
Microthyris microthyralis is een vlinder uit de familie van de grasmotten (Crambidae). De wetenschappelijke naam van de soort is voor het eerst gepubliceerd in 1899 door Pieter Snellen.
Deze soort komt voor in Brazilië en Peru.